# Benjamin Mokulu
Benjamin Mokulu Tembe (Bruxelles, 11 ottobre 1989) è un calciatore belga naturalizzato congolese (Repubblica Democratica del Congo), attaccante dell'Acireale.

## Caratteristiche tecniche
Attaccante forte fisicamente e abile nel gioco aereo, utilizza la sua corporatura per farsi spazio tra le difese avversarie.

## Carriera

### Club

#### L'inizio in Belgio
Dopo essere passato per le giovanili del Brussels, esordisce in prima squadra, ma viene mandato in prestito, a metà stagione e non ancora diciannovenne, all'Union Saint-Gilloise. Viene poi acquisito a titolo definitivo dall'Ostenda, dove si mette in mostra con 19 reti. Passa così, nella finestra di mercato invernale della stagione 2009-2010, al Lokeren, dove totalizza 114 presenze e 20 reti divise tra campionato, coppe nazionali ed Europa League e con cui vince una Coppa del Belgio. Nel 2013 passa al Mekelen, dove disputa una sola stagione in cui realizza 4 reti in 32 presenze tra campionato e coppa.

#### Bastia
Nell'estate del 2014 passa in prestito nella Ligue 1, al Bastia, dove scende in campo soltanto in 5 volte tra campionato e Coupe de la Ligue, manifestazione quest'ultima in cui realizza il suo unico gol con la compagine francese.

#### Avellino
Dopo soli sei mesi, il 13 gennaio 2015, viene ingaggiato dall'Avellino, con un contratto della durata di due anni e mezzo.
Il 24 gennaio, in occasione della gara interna dei biancoverdi contro il Cittadella, fa il suo debutto nel calcio italiano. Complice l'infortunio di Castaldo, nel finale di stagione si rende protagonista disputando da titolare le 3 partite dei play-off degli irpini. Alla fine della sua prima stagione in biancoverde totalizza 13 presenze, senza mai andare a segno, tra stagione regolare e play off.
La seconda stagione con gli irpini inizia il 9 agosto 2015, in Coppa Italia contro la Casertana, contro cui mette a segno la sua prima rete in maglia avellinese. Il 15 agosto, in occasione del terzo turno di Coppa Italia contro il Palermo, dopo aver sostituito Marcello Trotta viene sostituito da Demiro Pozzebon, perché vittima di un infortunio alla spalla che lo costringe ad abbandonare il terreno di gioco dopo solo sette minuti dal suo ingresso in campo. Realizza la sua prima rete in campionato il 12 settembre alla seconda giornata di Serie B contro il Modena. Realizza la sua prima doppietta con i lupi il 15 novembre 2015 contro il Latina. Il 16 marzo 2016 rinnova col club campano fino al 2020. La sua seconda stagione irpina si chiude con un bottino di 13 reti in 37 incontri disputati tra campionato e coppa. 
La terza stagione irpina lo vede tuttavia meno impiegato del previsto a causa dell'acquisto in estate di Matteo Ardemagni con cui spesso si dà il cambio in campo. Al termine del girone di andata, soprattutto a causa dello scarso utilizzo, il suo bottino di reti resta fermo a zero. Durante il suo periodo in biancoverde, senza saperlo, gioca con un suo cugino: Samuel Bastien.

#### Frosinone
Il 9 gennaio 2017 si trasferisce ufficialmente in prestito con diritto di riscatto al Frosinone. Con i ciociari esordisce il 21 gennaio in occasione della trasferta di Chiavari contro la Virtus Entella, subentrando al minuto 80 a Daniel Ciofani. L'esordio da titolare e davanti al pubblico amico avviene la giornata successiva contro il Brescia, gara in cui la punta congolese si procura un anche un rigore che Daniel Ciofani si fa parare da Arcari. Conclude la sua esperienza ciociara con 17 presenze in campionato a cui aggiungere le 2 nei play off e 2 reti siglate.

#### Cremonese e Carpi
Non essendo stato riscattato dalla compagine ciociara fa un breve ritorno all'Avellino per poi passare il 25 luglio, in prestito con opzione di riscatto, alla Cremonese. Debutta coi grigiorossi il 7 agosto, in occasione della vittoriosa trasferta di Chiavari contro la Virtus Entella valida per il secondo turno di Coppa Italia. L'esordio in campionato invece avviene il 25 agosto in trasferta contro il Parma.
Il 2 dicembre, durante la partita contro lo Spezia, subisce un gravissimo infortunio al tendine d'Achille sinistro, riportandone la lesione completa: operato due giorni dopo, subisce uno stop forzato di cinque mesi, ritornando ad allenarsi nel successivo mese di aprile.
Rimasto svincolato in seguito alla non ammissione in Serie B del club irpino, il 14 agosto 2018 viene tesserato dal Carpi, con cui firma un biennale. Il 26 agosto debutta con un gol nella sconfitta in trasferta contro il Foggia per 4-2. Un mese dopo firma la prima vittoria stagionale dei biancorossi sul campo del Perugia.

#### Juventus U23
Il 31 gennaio 2019 si trasferisce in prestito con obbligo di riscatto alla Juventus U23, dove farà da fuori quota. Debutta con i bianconeri il 4 febbraio 2019 subito andando a segno nella partita persa in casa della Pro Patria (2-1).

#### Brindisi
Il 15 luglio 2024 l’attaccante firma per il Brindisi, risultando il primo acquisto della nuova società.
Acireale
Mokulu arriva nel novembre 2024 risultando fondamentale per il club Granata, realizzando nel mese di dicembre 5 gol in 4 partite.
Nel derby di Serie D col Siracusa, l’Acireale stende la capolista Siracusa con un grande Mokulu che col suo mancino fa doppietta per 2-1 nonostante le difficoltà in classifica.
Grazie al Belga l'Acireale si salva segnando nei minuti finali il goal del pareggio per 2-2 nel Play-Out contro il Città di Sant'Agata. 

### Nazionale
Nella sua carriera vanta 2 presenze e una rete nell'Under 21 belga. Sceglie poi di scendere in campo per la nazionale del suo paese d'origine, con cui disputa una sola gara amichevole il 9 febbraio 2011 contro il Gabon.

## Statistiche
Presenze e reti nei club.
Statistiche aggiornate al 23 febbraio 2025.
| Stagione                | Squadra                 | Campionato              | Campionato | Campionato | Coppe nazionali | Coppe nazionali | Coppe nazionali | Coppe continentali | Coppe continentali | Coppe continentali | Altre coppe | Altre coppe | Altre coppe | Totale | Totale |
| Stagione                | Squadra                 | Comp                    | Pres       | Reti       | Comp            | Pres            | Reti            | Comp               | Pres               | Reti               | Comp        | Pres        | Reti        | Pres   | Reti   |
| ----------------------- | ----------------------- | ----------------------- | ---------- | ---------- | --------------- | --------------- | --------------- | ------------------ | ------------------ | ------------------ | ----------- | ----------- | ----------- | ------ | ------ |
| 2007-2008               | Brussels                | D1                      | 12         | 1          | CB              | 1               | 0               | -                  | -                  | -                  | -           | -           | -           | 13     | 1      |
| 2008                    | Union Saint-Gilloise    | D2                      | 11         | 5          | CB              | 0               | 0               | -                  | -                  | -                  | -           | -           | -           | 11     | 5      |
| 2008-2009               | Ostenda                 | D2                      | 29         | 8          | CB              | 2               | 0               | -                  | -                  | -                  | -           | -           | -           | 31     | 8      |
| 2009                    | Ostenda                 | D2                      | 15         | 11         | CB              | 0               | 0               | -                  | -                  | -                  | -           | -           | -           | 15     | 11     |
| Totale Ostenda          | Totale Ostenda          | Totale Ostenda          | 44         | 19         |                 | 1               | 0               |                    | -                  | -                  |             | -           | -           | 46     | 19     |
| 2010                    | Lokeren                 | D1                      | 0+4        | 1          | CB              | 0               | 0               | -                  | -                  | -                  | -           | -           | -           | 4      | 1      |
| 2010-2011               | Lokeren                 | D1                      | 30+8       | 5          | CB              | 2               | 0               | -                  | -                  | -                  | -           | -           | -           | 40     | 5      |
| 2011-2012               | Lokeren                 | D1                      | 25+4       | 3          | CB              | 5               | 1               | -                  | -                  | -                  | -           | -           | -           | 34     | 4      |
| 2012-2013               | Lokeren                 | D1                      | 22+10      | 6+3        | CB              | 2               | 1               | UEL                | 2                  | 0                  | SB          | 0           | 0           | 36     | 10     |
| Totale Lokeren          | Totale Lokeren          | Totale Lokeren          | 77+26      | 15+3       |                 | 9               | 2               |                    | 2                  | 0                  |             | -           | -           | 114    | 20     |
| 2013-2014               | Mechelen                | D1                      | 26+4       | 4          | CB              | 2               | 0               | -                  | -                  | -                  | -           | -           | -           | 32     | 4      |
| 2014-gen. 2015          | Bastia                  | L1                      | 4          | 0          | CF+CdL          | 0+1             | 0+1             | -                  | -                  | -                  | -           | -           | -           | 5      | 1      |
| gen.-giu. 2015          | Avellino                | B                       | 10+3       | 0          | CI              | 0               | 0               | -                  | -                  | -                  | -           | -           | -           | 13     | 0      |
| 2015-2016               | Avellino                | B                       | 35         | 12         | CI              | 2               | 1               | -                  | -                  | -                  | -           | -           | -           | 37     | 13     |
| 2016-gen. 2017          | Avellino                | B                       | 12         | 0          | CI              | 1               | 0               | -                  | -                  | -                  | -           | -           | -           | 13     | 0      |
| Totale Avellino         | Totale Avellino         | Totale Avellino         | 57+3       | 12         |                 | 3               | 1               |                    | -                  | -                  |             | -           | -           | 63     | 13     |
| gen.-giu. 2017          | Frosinone               | B                       | 17+2       | 2          | CI              | 0               | 0               | -                  | -                  | -                  | -           | -           | -           | 19     | 2      |
| 2017-2018               | Cremonese               | B                       | 16         | 4          | CI              | 2               | 0               | -                  | -                  | -                  | -           | -           | -           | 18     | 4      |
| 2018-gen. 2019          | Carpi                   | B                       | 16         | 3          | CI              | 0               | 0               | -                  | -                  | -                  | -           | -           | -           | 16     | 3      |
| gen.-giu. 2019          | Juventus U23            | C                       | 13         | 4          | CI-C            | 0               | 0               | -                  | -                  | -                  | -           | -           | -           | 13     | 4      |
| 2019-gen. 2020          | Padova                  | C                       | 17         | 1          | CI+CI-C         | 1+1             | 0+0             | -                  | -                  | -                  | -           | -           | -           | 19     | 1      |
| gen.-giu 2020           | Ravenna                 | C                       | 5+2        | 2          | CI-C            | -               | -               | -                  | -                  | -                  | -           | -           | -           | 7      | 2      |
| 2020-2021               | Ravenna                 | C                       | 21         | 11         | CI-C            | -               | -               | -                  | -                  | -                  | -           | -           | -           | 21     | 11     |
| Totale Ravenna          | Totale Ravenna          | Totale Ravenna          | 26+2       | 13         |                 | -               | -               |                    | -                  | -                  |             | -           | -           | 28     | 13     |
| 2021-2022               | Swift Hesperange        | DN                      | 12         | 6          | CL              | 0               | 0               |                    | -                  | -                  |             | -           | -           | 12     | 6      |
| ago.-set. 2022          | Swift Hesperange        | DN                      | 1          | 0          | CL              | 0               | 0               |                    | -                  | -                  |             | -           | -           | 1      | 0      |
| Totale Swift Hesperange | Totale Swift Hesperange | Totale Swift Hesperange | 13         | 6          |                 | 0               | 0               |                    | -                  | -                  |             | -           | -           | 13     | 6      |
| set.-dic. 2022          | Trapani                 | D                       | 10         | 0          | CI-D            | 1               | 0               | -                  | -                  | -                  | -           | -           | -           | 11     | 0      |
| dic.-giu. 2023          | United Riccione         | D                       | 23         | 3          | CI-D            | 3               | 1               | -                  | -                  | -                  | -           | -           | -           | 26     | 4      |
| 2023-2024               | Matera                  | D                       | 20         | 5          | CI-D            | 1               | 0               | -                  | -                  | -                  | -           | -           | -           | 21     | 5      |
| 2024                    | Brindisi                | D                       | 12         | 0          | CI-D            | 1               | 0               | -                  | -                  | -                  | -           | -           | -           | 13     | 0      |
| dic.2024-2025           | Acireale                | D                       | 12         | 9          | -               | -               | -               |                    |                    |                    |             |             |             | 12     | 9      |
| Totale carriera         | Totale carriera         | Totale carriera         | 463        | 109        |                 | 28              | 5               |                    | 2                  | 0                  |             | 0           | 0           | 493    | 114    |

### Cronologia presenze e reti in nazionale
| Cronologia completa delle presenze e delle reti in nazionale ― RD del Congo | Cronologia completa delle presenze e delle reti in nazionale ― RD del Congo | Cronologia completa delle presenze e delle reti in nazionale ― RD del Congo | Cronologia completa delle presenze e delle reti in nazionale ― RD del Congo | Cronologia completa delle presenze e delle reti in nazionale ― RD del Congo | Cronologia completa delle presenze e delle reti in nazionale ― RD del Congo | Cronologia completa delle presenze e delle reti in nazionale ― RD del Congo | Cronologia completa delle presenze e delle reti in nazionale ― RD del Congo |
| Data                                                                        | Città                                                                       | In casa                                                                     | Risultato                                                                   | Ospiti                                                                      | Competizione                                                                | Reti                                                                        | Note                                                                        |
| --------------------------------------------------------------------------- | --------------------------------------------------------------------------- | --------------------------------------------------------------------------- | --------------------------------------------------------------------------- | --------------------------------------------------------------------------- | --------------------------------------------------------------------------- | --------------------------------------------------------------------------- | --------------------------------------------------------------------------- |
| 9-2-2011                                                                    | Mantes-la-Ville                                                             | Gabon                                                                       | 1 – 0                                                                       | RD del Congo                                                                | Amichevole                                                                  | -                                                                           |                                                                             |
| Totale                                                                      |                                                                             | Presenze                                                                    | 1                                                                           |                                                                             | Reti                                                                        | 0                                                                           |                                                                             |

## Palmarès

### Club
- Coppa del Belgio: 1

Lokeren: 2011-2012